# フォンデュ・シノワーズ
フォンデュ・シノワーズ（フランス語: Fondue chinoise）はスイス料理の1種。
薄切りの牛肉、薄切りの豚肉、野菜などを専用フォークに刺して、加熱したコンソメやブイヨンスープに入れ、火を通した後に、塩、ガーリックソースやタルタルソースなど好みのソースで食べる料理である。日本では「スイス版しゃぶしゃぶ」とも紹介されるが、しゃぶしゃぶが薄切り肉を熱湯にさっとくぐらせるのに対し、フォンデュ・シノワーズでは弱火から中火で加熱するために肉をフォークごと鍋の中に入れてから、数分かかるのが大きく異なる。火が通るのを待つ間、ワイン片手におしゃべりするのもフォンデュ・シノワーズの楽しみ方ののひとつでもある。
「シノワーズ」は「中国」、「中国風」の意であるが、フォンデュ・シノワーズはスイスの家庭料理から産まれた料理とも言われており、正式な由来は不明。有力な説としては、油を入れた鍋に牛肉などを入れて素揚げする「フォンデュ・ブルギニョン（ブルゴーニュ風フォンデュ）」からの派生料理というものがある。なお、フォンデュ・ブルギニヨンもフランスのブルゴーニュ地方とは関係なく、スイス生まれの料理である。他に中華料理の火鍋をイメージした料理との説もある。
スイスでは、1970年代から広く親しまれるようになったが、スイスの大手スーパーが肉の宣伝のためキャンペーンを打ち出したことから、定着したとみられている。日常の食卓とは異なる特別感と、豚肉や鶏肉などを使って家庭でも手軽に作れることから、クリスマスパーティーの定番料理となった。スイスのスーパーでは冬になると鍋や専用フォークの売り場が目立つようになる。